# Besoldungsordnung
Eine Besoldungsordnung bezeichnet in Deutschland eine Anlage eines Besoldungsgesetzes, die Ämtern und Dienstgrade nach deren Wertigkeit Besoldungsgruppen zuordnet. 
Die Besoldungsordnungen als Anlagen zum Bundesbesoldungsgesetz werden Bundesbesoldungsordnungen genannt.
Das Bundesbesoldungsgesetz und der Besoldungsgesetze der Länder haben grundsätzlich vier Besoldungsordnungen:
- Besoldungsordnung A für Beamte und Soldaten mit aufsteigenden Gehältern.
- Besoldungsordnung B für Beamte und Soldaten mit höheren, festen Gehältern.
- Besoldungsordnung R für Richter und Staatsanwälte.
- Besoldungsordnung W für Professoren.

Die Besoldungsordnung C regelte bis zu ihrer Aufhebung 2002 die Professorenbesoldung.
Besoldungsordnungen enthalten üblicherweise Besoldungstabellen, in denen die Höhe der Besoldung in Abhängigkeit von der Besoldungsgruppe beschrieben wird. 